# Spizocorys
Az Spizocorys a madarak osztályának verébalakúak (Passeriformes) rendjébe és a pacsirtafélék (Alaudidae) családjába tartozó nem.

## Rendszerezésük
A nemet Carl Jakob Sundevall svéd ornitológus írta le 1872-ben, az alábbi fajok tartoznak ide:
- Stark-pacsirta (Spizocorys starki)
- Spizocorys sclateri
- rövidfarkú pacsirta (Spizocorys fremantlii[1] vagy Pseudalaemon fremantlii)[2]
- Spizocorys personata
- Spizocorys obbiensis
- piroscsőrű pacsirta (Spizocorys conirostris)
- Spizocorys fringillaris